# Nikaragua (jezioro)
Nikaragua (hiszp. Lago de Nicaragua, indiańskie Cocibolca) – jezioro w południowej Nikaragui, największe jezioro w Ameryce Środkowej. Położone jest w rowie tektonicznym, ciągnącym się równolegle do wybrzeża pacyficznego, od którego dzieli go odległość zaledwie 20 km. Bardziej na północ w tym samym rowie położone jest jezioro Managua.
Nikaragua ma 8150 km² powierzchni i 108 km³ objętości. Jego średnia głębokość wynosi 15 m, zaś maksymalna 45 m. Nad jeziorem Nikaragua leży jedno z najstarszych miast Nikaragui – Granada.
Na jeziorze znajdują się liczne wyspy – ponad 400, z czego 300 skupia się w północnej jego części, wokół półwyspu Asese, tzw. Wysepki Granady, z których największa to wulkaniczna Ometepe (277 km²). Na niej znajdują się dwa wulkany Concepción (1700 m n.p.m.) i Maderas (1395 m n.p.m.). W południowo-zachodniej części jeziora znajduje się grupa wysp Solentiname.
Jezioro Nikaragua łączy się z jeziorem Managua przez rzekę Tipitapa, a przez rzekę San Juan łączy się z Morzem Karaibskim.
W jeziorze Nikaragua żyją endemiczne gatunki zwierząt pierwotnie morskich, które w toku ewolucji przystosowały się do środowiska słodkowodnego. Najbardziej znaną rybą występująca w tym zbiorniku wodnym jest podgatunek żarłacza tępogłowego, rekin Carcharhinus nicaraguensis.